# キマダラタカネジャノメ

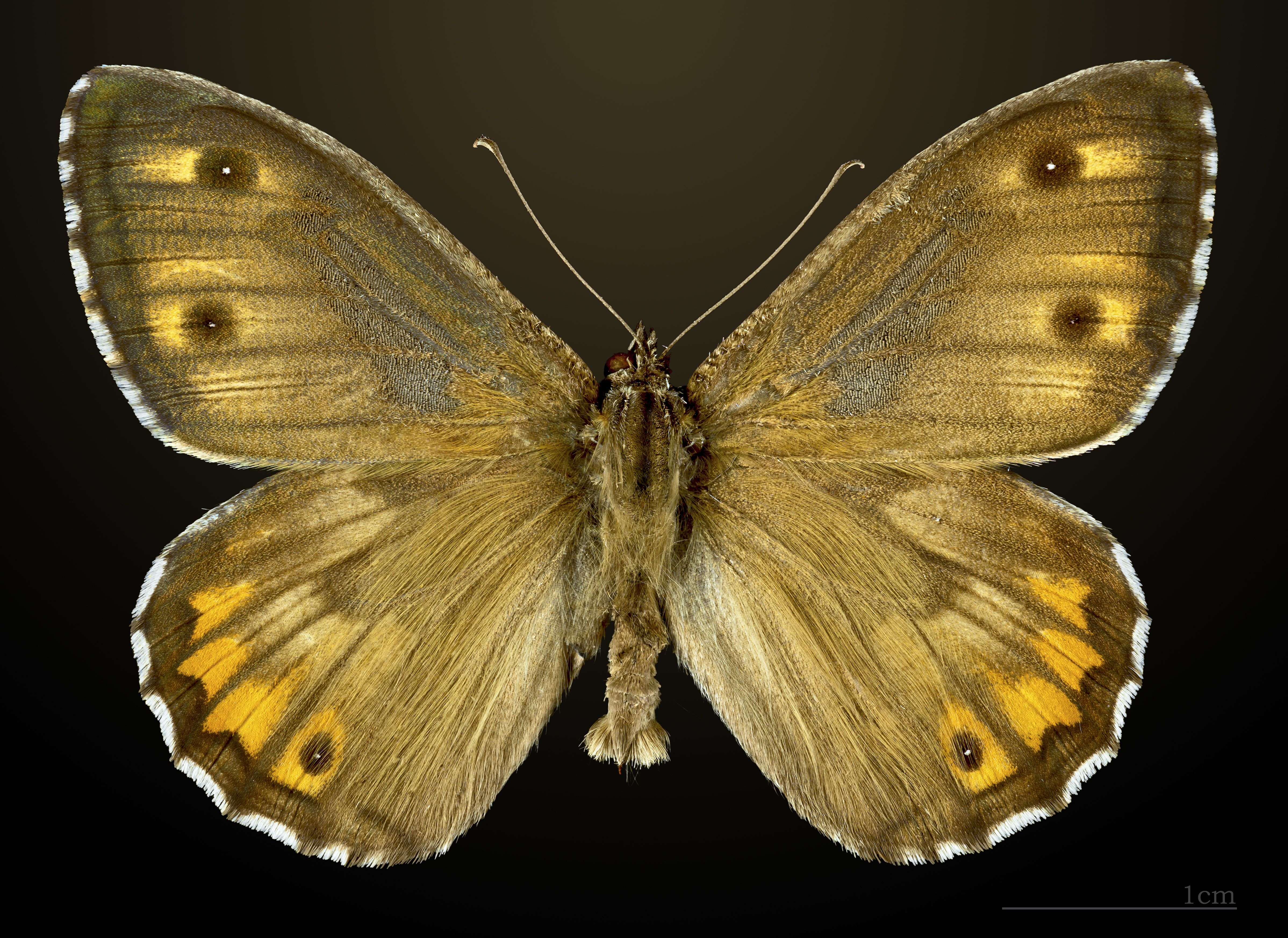
♂
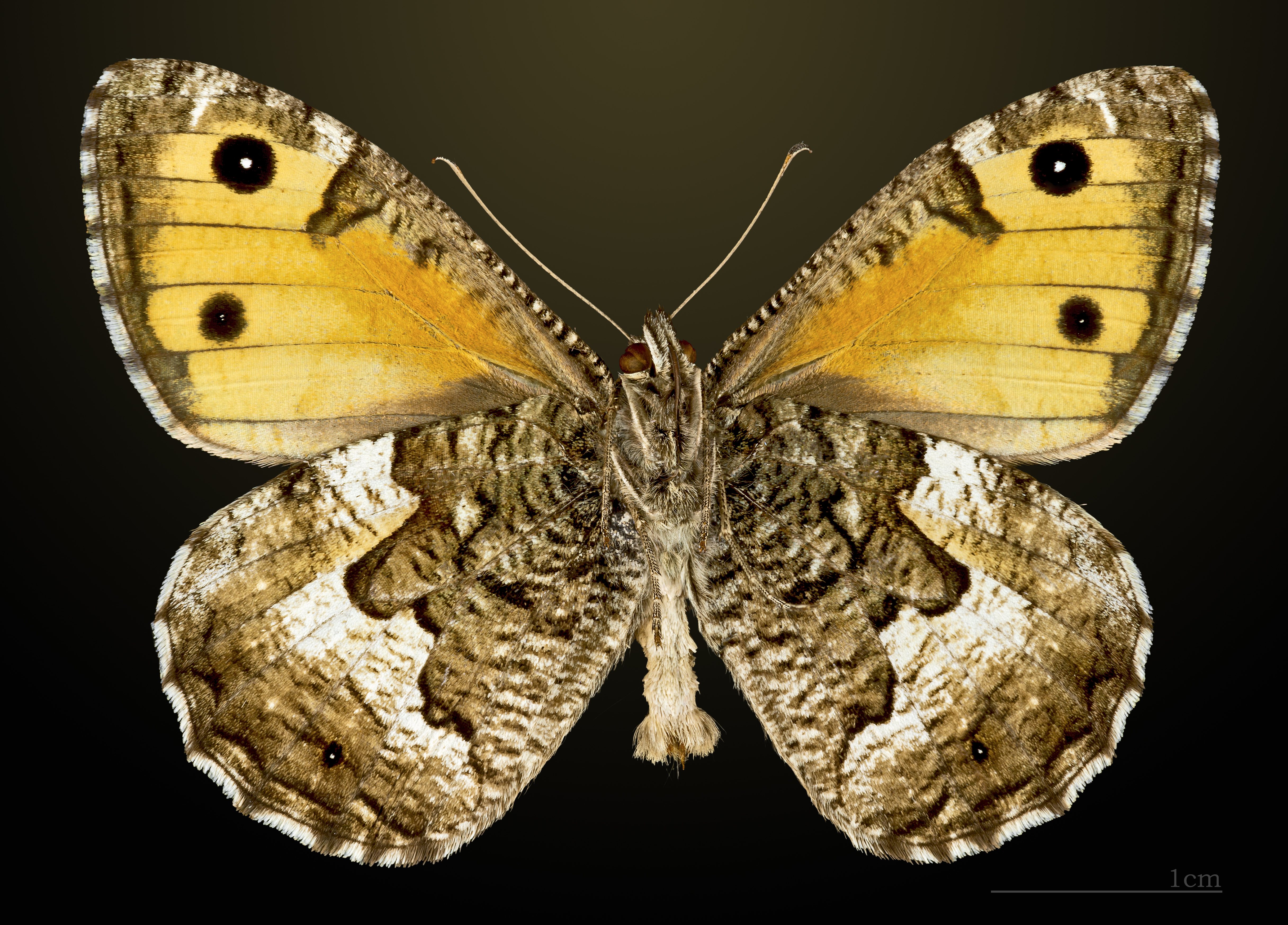
♂ △
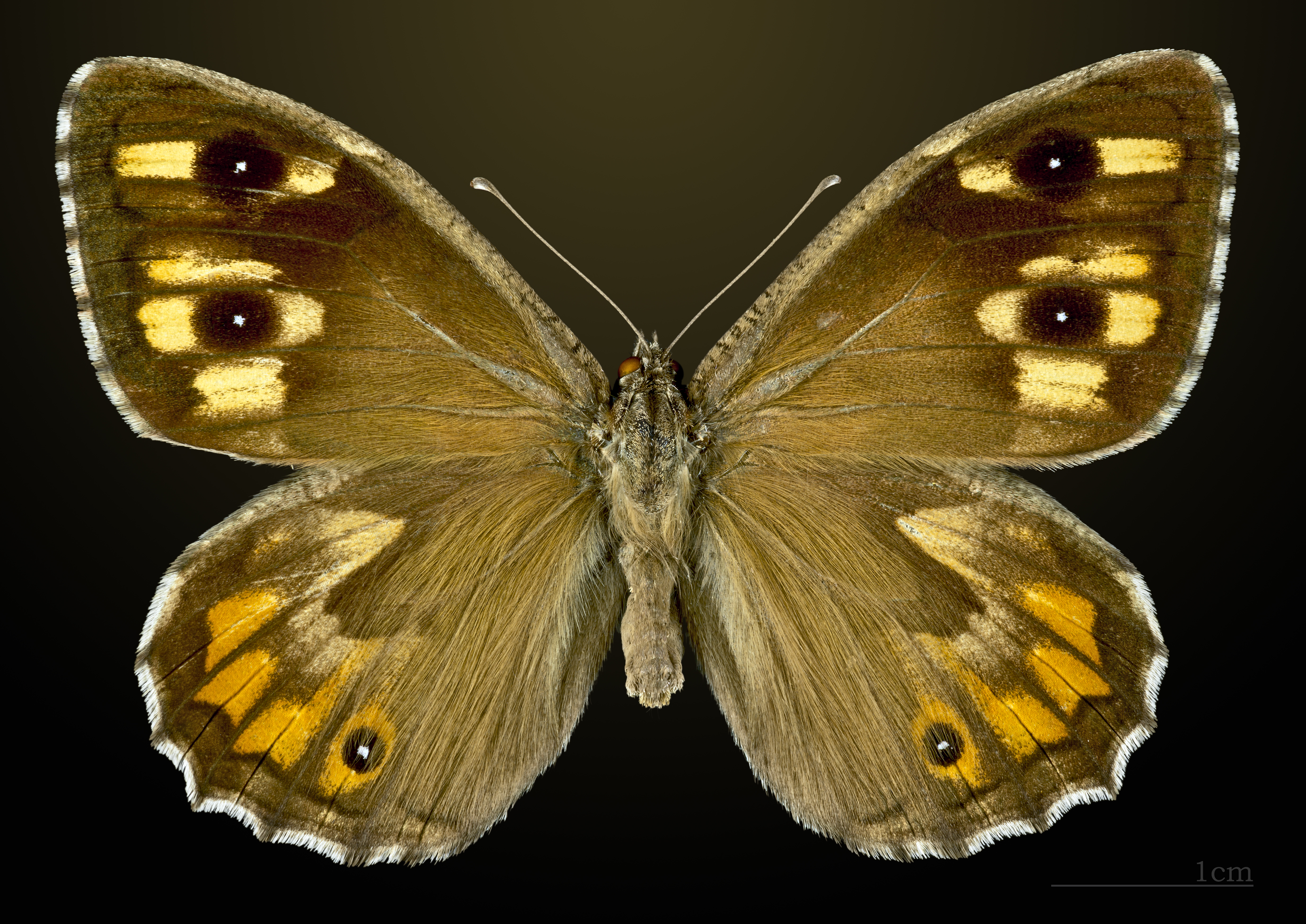
♀
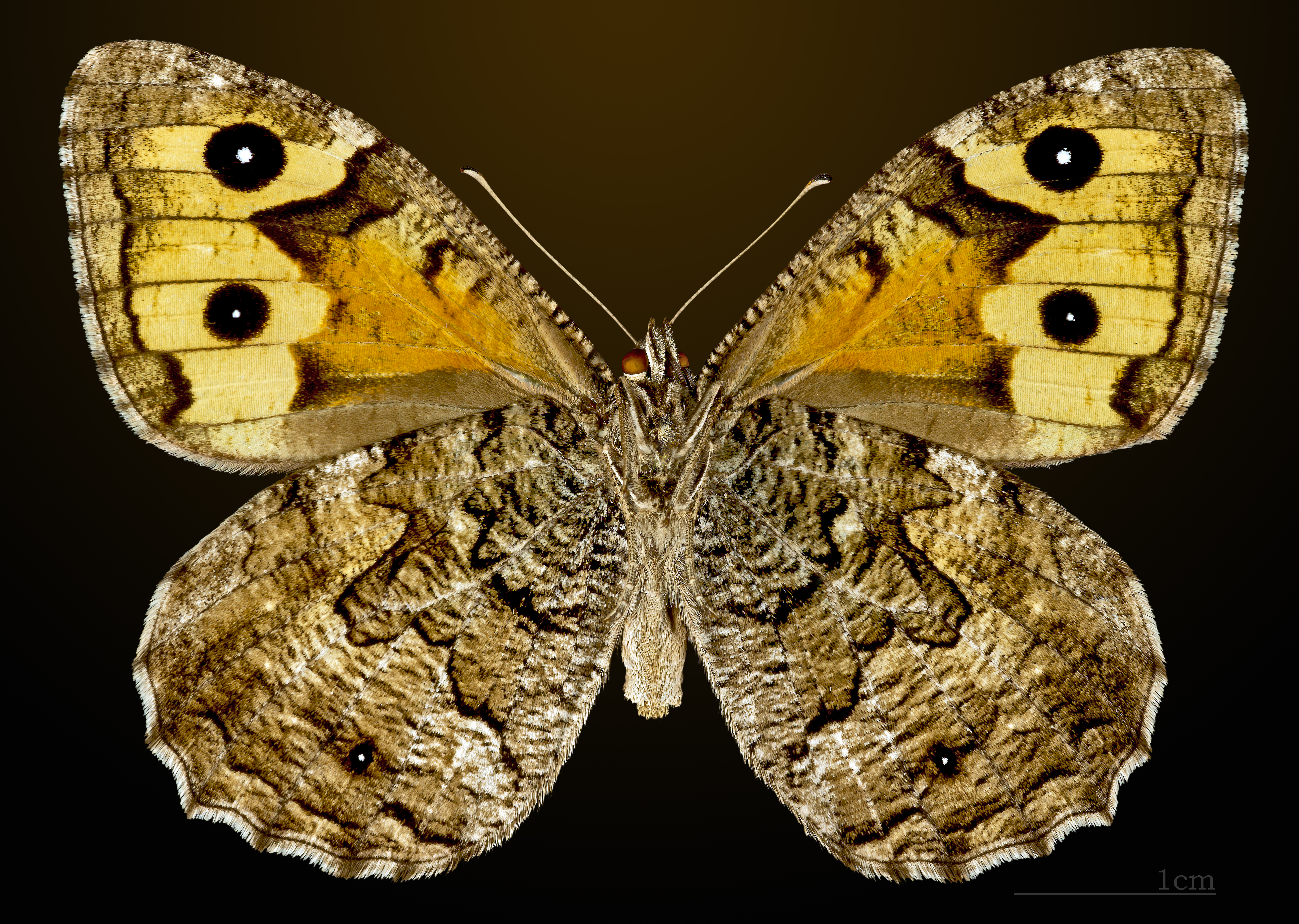
♀ △

キマダラタカネジャノメ（黄斑高嶺蛇目、Hipparchia semele）はチョウ目タテハチョウ科ジャノメチョウ亜科のチョウの一種である。

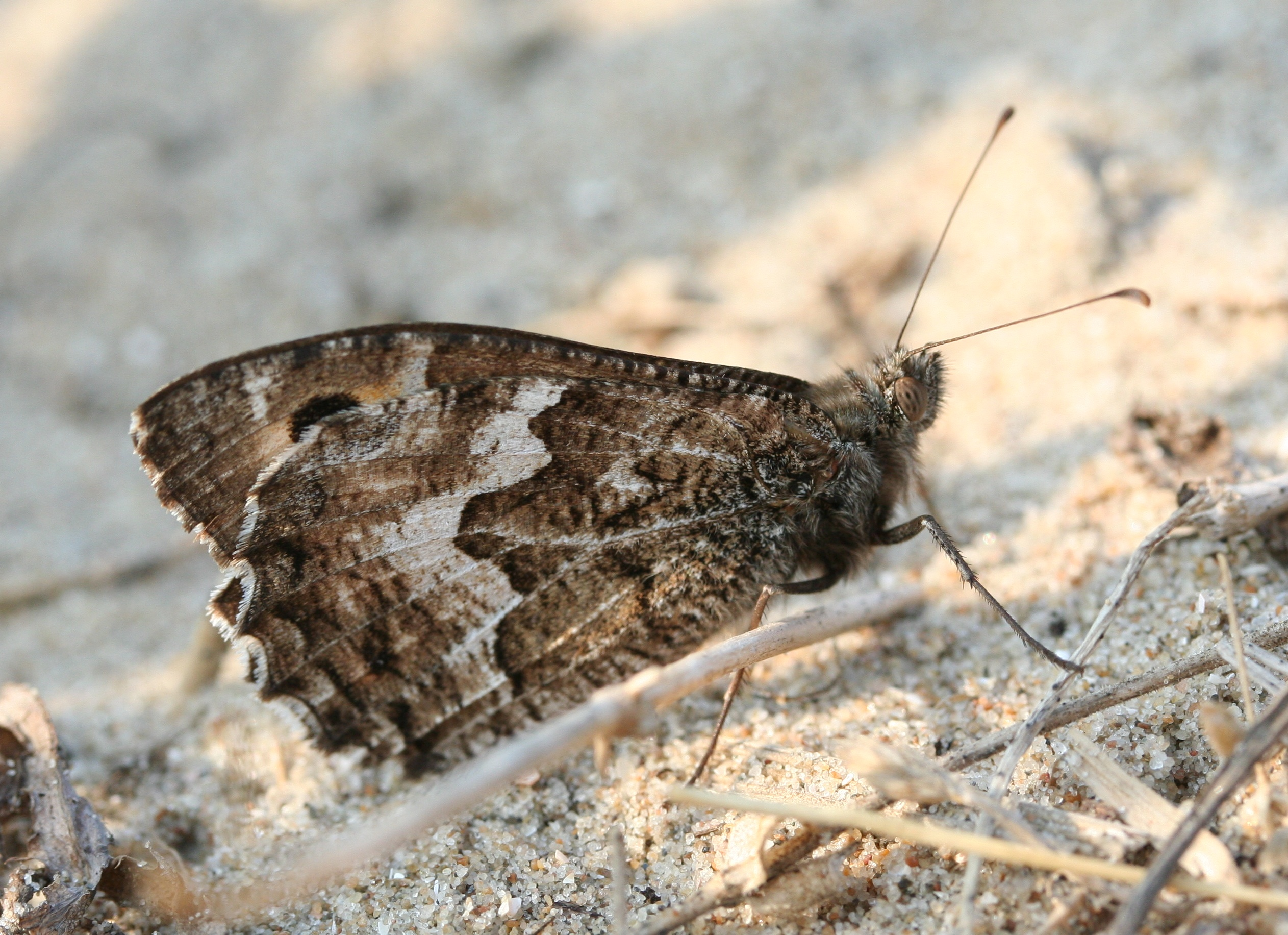
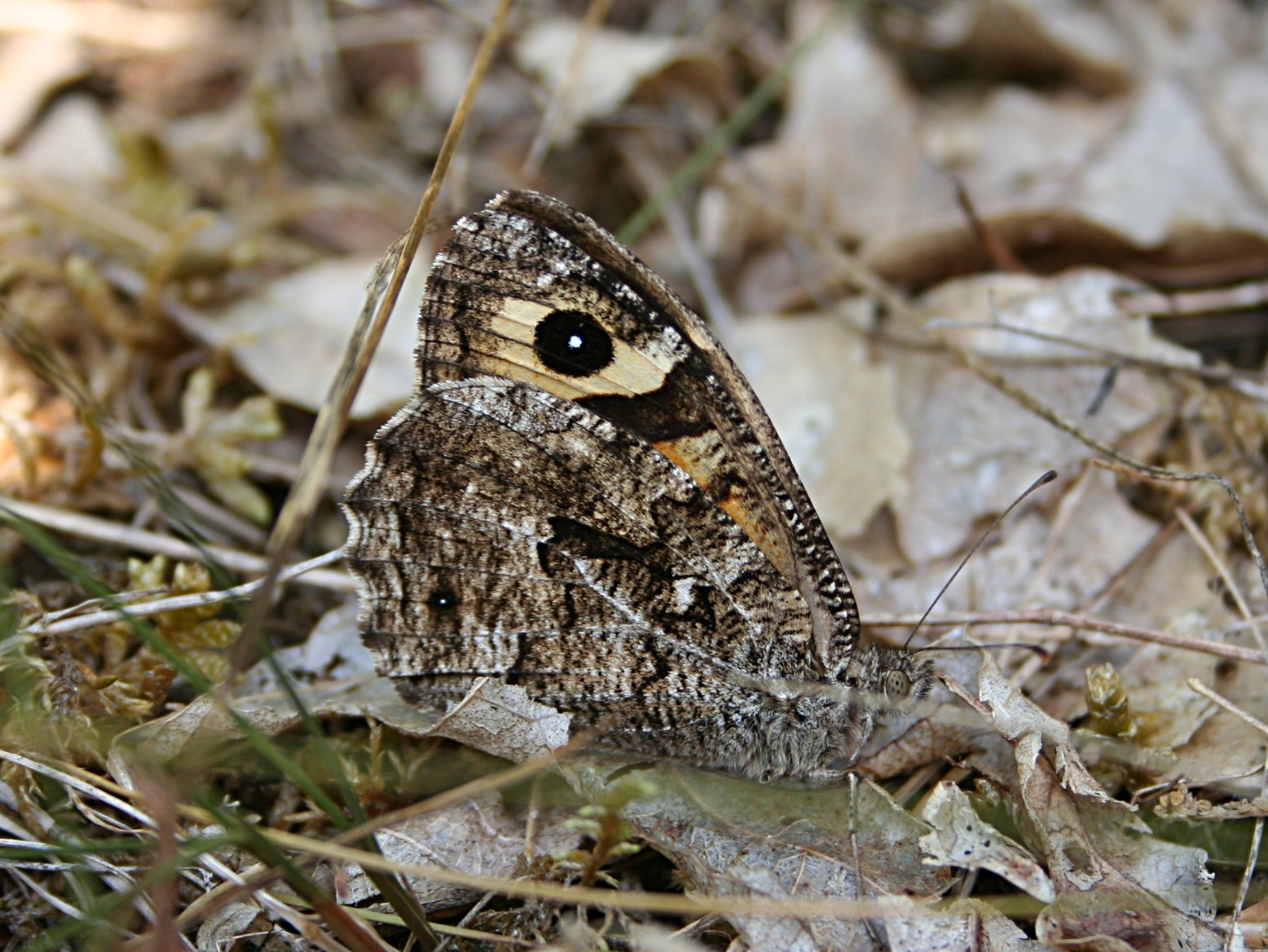

## 概要
スコットランド北東部の湾岸でよく見られる。
他のジャノメチョウ類の蝶と同様に、前翅を後翅の間に入れ、羽を閉じて休む。また前翅には良く目立つ大きな目玉の模様がある。捕食者は突然現れたこの模様に驚き襲うのをやめたり、本体ではなく偽の目玉に向かって攻撃したりする。